# Llengües híbrides en la literatura medieval
L'ús de llengües híbrides en la literatura medieval és un dels fenòmens literaris més peculiars de la baixa edat mitjana, consistent en la redacció de textos en llengües híbrides, és a dir, textos que barrejaven dues llengües diferenciades de l'època.
Cal interpretar aquest hibridisme no tant des d'una perspectiva lingüística sinó literària. S'utilitzen intencionadament barreges d'idiomes perquè cadascun d'ells està associat a un gènere literari determinat. Per al trobador català Ramon Vidal de Besalú, la llengua d'oïl (francès) és més avinent per a romanços i pastorel·les i la llengua d'oc (occità), per a cançons i sirventesos. Segons Dante Alighieri, l'oïl és més adient per a la litúrgia i les gestes èpiques i l'oc per a la poesia.

## Origen
La societat medieval viu una situació de diglòssia en la qual el poble parla llengües vulgars mentre el clergat i la noblesa utilitzen, a més, el llatí. A poc a poc, i per tal d'aproximar la litúrgia als feligresos, l'Església s'expressarà, de vegades, en llatí vulgar i en llengües gal·loromàniques. També apareixerà per primer cop literatura pagana en vulgar, que creava un procés d'identificació col·lectiva més fort que el llatí clàssic. Les múltiples llengües que formen el grup gal·loromànic s'interpenetraran entre elles, creant així una literatura híbrida característica, a part dels textos escrits únicament en una llengua vulgar.

## Obres
Exemples d'obres escrites en llengües híbrides són la cançó de gesta de Girard de Roussillon (barreja de llengua d'oc i d'oïl), l’Entrée d'Espagne (conjumina llombard i venecià, que formen l'anomenat francoitalià) o la versió veneciana de la Cançó de Rotllan.